# Copa Petrobras Buenos Aires
A Copa Petrobras Buenos Aires é uma competição de tênis que faz parte da gira Copa Petrobras de Tênis, válido pelo ATP Challenger Tour, realizado desde 2004, em piso de saibro, Buenos Aires, Argentina.

## Edições

### Simples
| Ano  | Campeão                  | Vice-campeão             | Placar        |
| ---- | ------------------------ | ------------------------ | ------------- |
| 2004 | Oliver Marach            | Diego Moyano             | 6-2, 6-3      |
| 2005 | Carlos Berlocq           | Diego Hartfield          | 7-5, 3-6, 6-4 |
| 2006 | Guillermo Canas          | Martín Vassallo Argüello | 6-3, 6-4      |
| 2007 | Sergio Roitman           | Marcos Daniel            | 6-1, 6-4      |
| 2008 | Martín Vassallo Argüello | Rubén Ramírez Hidalgo    | 6-3, 4-6, 7-5 |
| 2009 | Horacio Zeballos         | Gaston Gaudio            | 6-2, 3-6, 6-3 |

### Duplas
| Ano  | Campeões                          | Vice-campeões                          | Placar            |
| ---- | --------------------------------- | -------------------------------------- | ----------------- |
| 2004 | Enzo Artoni Ignacio Gonzalez-King | Victor Ioniţă Gabriel Moraru           | 7-5, 6–3          |
| 2005 | Lucas Arnold Ker Sebastián Prieto | Rubén Ramírez Hidalgo Santiago Ventura | 6-0, 6-4          |
| 2006 | André Ghem Flavio Saretta         | Tomás Behrend Marcel Granollers        | 6-1, 6-4          |
| 2007 | Marcelo Melo Sebastián Prieto     | Brian Dabul Máximo González            | 6-4, 7-6          |
| 2008 | Máximo González Sebastián Prieto  | Thomaz Bellucci Rubén Ramírez Hidalgo  | 7-5, 6-3          |
| 2009 | Brian Dabul Sergio Roitman        | Lucas Arnold Ker Máximo González       | 6–7(4), 6–0, 10–8 |